# قوة حزب الله المسلحة
يمتلك حزب الله قوة مسلحة لجيش متوسط الحجم. كأقوى جهة غير حكومية في العالم، فإن حزب الله أيضًا أقوى من الجيش اللبناني. كقوة هجينة، يحتفظ الحزب «بقدرات عسكرية تقليدية وغير تقليدية قوية». وقد زادت قوة حزب الله القتالية بشكل كبير منذ حرب لبنان 2006. ومنذ عام 2008، واصل حزب الله تعزيز قوته العسكرية وتوسيع نفوذه الإقليمي. وفي عام 2011، شارك في الحرب الأهلية السورية إلى جانب نظام بشار الأسد، مما وفر له خبرات قتالية إضافية وزاد من ترسانته، بما في ذلك صواريخ بعيدة المدى.
في 2021، كشف أمين عام حزب الله ان عديد الهيكل العسكري التابع لحزب الله هو 100,000 مقاتل. وتمول هذه القوات إيران ويدربها فيلق الحرس الثوري الإسلامي الإيراني. وتبلغ الميزانية العسكرية لحزب الله حوالي مليار دولار في السنة.
وتستند قوة حزب الله العسكرية إلى كمية ونوعية الصواريخ التي يمتلكها، التي يستخدمها ضد عدوه الرئيسي، إسرائيل. وتستخدم إستراتيجية الحزب ضد إسرائيل القذائف والصواريخ كأسلحة هجومية بالإضافة إلى وحدات المشاة الخفيفة والدروع المضادة للدفاع عن مواقع إطلاق النار في جنوب لبنان. وتتراوح تقديرات عدد القذائف الإجمالي لحزب الله من 120,000 إلى 150,000، أي أكثر بكثير من معظم البلدان.
ويمتلك حزب الله كميات محدودة من الصواريخ المضادة للطائرات والقذائف المضادة للسفن، فضلًا عن آلاف من القذائف المضادة للدبابات التي يتمتعون بمهارات في استخدامها. ولا تملك المجموعة أي طائرات أو دبابات أو مركبات مدرعة في لبنان، لأنها لا تستطيع مواجهه التفوق الجوي الإسرائيلي. ومع ذلك، يحتفظ حزب الله بمدرعات في سوريا المجاورة، بما في ذلك دبابات تي-55 و‌تي-72. وقد بنت المجموعة عدد كبير من مخابئ الأسلحة والأنفاق والملاجئ المحصنة في جنوب لبنان.
وتشمل نقاط القوة التكتيكية لحزب الله التغطية والإخفاء، والنيران المباشرة، وإعداد المواقع القتالية، في حين تتضمن نقاط ضعفها حرب المناورات، والنيران غير المباشرة، ورماية الأسلحة الصغيرة. على الرغم من أن وحدات حزب الله تقارن مع الوحدات الإسرائيلية، فإن حزب الله ككل لا يزال «كميًا ونوعيًا» أضعف من الجيش الإسرائيلي.
وتتفق المصادر عمومًا على أن قوة حزب الله في الحرب التقليدية تقارن بالجيوش الحكومية في الوطن العربي. وخلص الاستعراض الذي أجري في عام 2009 إلى أن حزب الله «آلة قتال مدربة تدريبًا جيدًا، ومسلحة تسليحًا جيدًا، وذات حافز عالِ، وآلة حربية مقاتلة متطورة جدًا والكيان العربي أو الإسلامي الوحيد الذي ينجح في مواجهة الإسرائيليين في القتال.»
وبعد هجمات 7 أكتوبر 2023، دخل حزب الله في مواجهة مباشرة مع إسرائيل دعماً لحماس، ما أدى إلى تصعيد عسكري غير مسبوق بلغ ذروته في سبتمبر 2024، حين تمكنت إسرائيل من اغتيال قيادات بارزة في الحزب وتدمير أجزاء كبيرة من بنيته الصاروخية. وفي نوفمبر 2024، فُرض وقف لإطلاق النار بوساطة دولية.
في أعقاب ذلك، ومع تشكيل حكومة لبنانية جديدة في 2025، برزت فرصة نادرة للضغط باتجاه نزع سلاح الحزب. بدأت الحكومة بإجراءات ميدانية، أبرزها نشر الجيش في الجنوب واستلام مواقع حزب الله، مع تفكيك نحو 90% من بنيته التحتية جنوب نهر الليطاني. وتزايدت الدعوات لدمج مقاتلي الحزب في الجيش، وسط ضغوط اقتصادية دولية وتصنيف لبنان ضمن "القائمة الرمادية" لمجموعة العمل المالي. وبحلول يوليو 2025، أعلن الرئيس اللبناني أن قرار حصر السلاح بيد الدولة أصبح نهائيًا ولا رجعة فيه.
وتشير التقارير والتحليلات العسكرية إلى أن ترسانة حزب الله تتعرض لتآكل كبير منذ اندلاع المواجهات مع إسرائيل في أكتوبر 2023، وبلغت ذروتها في نوفمبر 2024. وقد أدى انسحاب الحزب من جنوب الليطاني وتعرضه لضربات جوية دقيقة إلى تدمير أكثر من 90٪ من منشآته هناك، ما دفع الجيش اللبناني إلى السيطرة على ما تبقى منها.
يؤكد خبراء أن صواريخ الحزب متوسطة وبعيدة المدى أصبحت خارج الخدمة الفعلية، بسبب فقدان البنية التحتية اللازمة للإطلاق وتطور قدرات الرصد الإسرائيلي، بما يشمل الطائرات المسيّرة، والأقمار الاصطناعية، وتقنيات الذكاء الاصطناعي، وحتى اعتراضات بالليزر. لم تعد البيئة الجنوبية آمنة، كما أن مناطق في البقاع تعرّضت لقصف، مما شلّ قدرة الحزب على المناورة أو إطلاق الصواريخ دون تعرّضها للكشف أو الضرب الفوري. على الجانب اللوجستي، تراجعت قدرة الحزب على تهريب الأسلحة عبر سوريا، حيث أصبحت المعابر البرية والبحرية تحت رقابة لصيقة. وتشير تقديرات متقاطعة إلى أن ما تبقى من الترسانة الصاروخية لا يتجاوز 30% من حجمها السابق، ومعظمها غير قابل للاستخدام العملياتي.

يرى الخبراء أن تمسّك الحزب بسلاحه لم يعد ذا جدوى عسكرية، بل رمزية سياسية. انتقل سلاح الردع من كونه مصدر قوة إلى عبء استراتيجي، في ظل تغيّر موازين القوى والتقدم التكنولوجي الإسرائيلي، ما يضع الحزب أمام مفترق طرق استراتيجي داخليًا وخارجيًا.

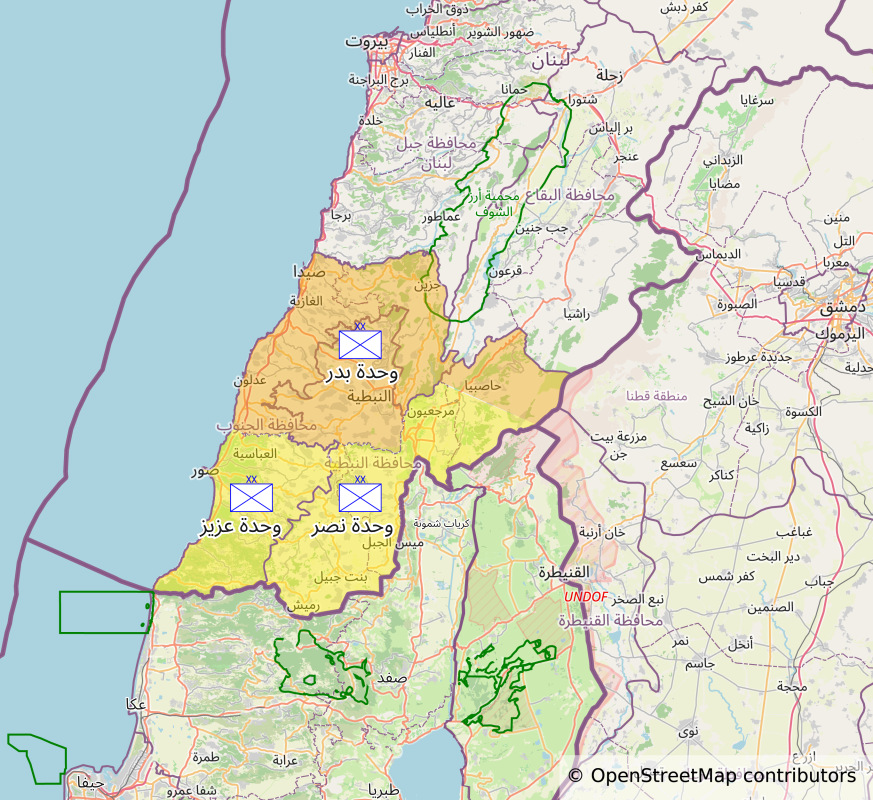
التوزيع الميداني لوحدات حزب الله، وحدة عزيز ووحدة بدر ووحدة نصر.

## تاريخ

### معلومات أساسية
وفي عام 1975 انهار لبنان في حرب أهلية. وبعد ثلاث سنوات، احتلت منظمة التحرير الفلسطينية الكثير من الجنوب اللبناني في محاولة لجمع جيش وتدمير دولة إسرائيل. وقد غزت إسرائيل عام 1982 ودمرت منظمة التحرير الفلسطينية، ولكنها احتلت جنوب لبنان، وقامت بتشكيل ميليشيا مسيحية وشيعية بالوكالة، جيش لبنان الجنوبي، من اجل السيطرة على المنطقة. وقد أطلق على هذا الشريط من الأرض، وهو شريط ضيق يجري على طول الحدود الإسرائيلية، اسم «المنطقة الأمنية». وهاجمت جماعات حرب العصابات وأنصارها المحتلين. «ان الشيعة اللبنانيين، بدافع الرغبة في حشد قواهم لمحاربة الاحتلال الإسرائيلي لجنوب لبنان، قد اسسوا حزب الله في عام 1982»، وتم تحديد اسم المنظمة واعادة تنظيمها في عام 1985.

## تطورات مهمة
القوة العسكرية الهائلة لحزب الله، والتي تطورت على مدى عقود، واجهت في أواخر عام 2023 وأوائل عام 2024 أكبر انتكاسة لها منذ تأسيس الحزب، نتيجة مواجهة عنيفة مع إسرائيل ألحقت به خسائر جسيمة في القيادات والبنية التحتية. وفي ظل هذه التطورات، ومع تشكيل حكومة لبنانية جديدة في فبراير 2025 بقيادة جوزيف عون ونواف سلام، وُضع نزع سلاح حزب الله على رأس الأولويات الوطنية والدولية. بدأت الحكومة بمحاولة احتواء عناصر الحزب ودمجهم ضمن مؤسسات الدولة، دون السماح بتأسيس وحدات مستقلة داخل الجيش كما حدث مع بعض الميليشيات بعد الحرب الأهلية. ويتقاطع هذا التوجه مع ضغوط مالية دولية، أبرزها إدراج لبنان على القائمة الرمادية لمجموعة العمل المالي بسبب ضعف مكافحة تمويل الإرهاب، وهو ما فُسّر دوليًا بارتباطه الوثيق بدور حزب الله في الحياة السياسية والمالية اللبنانية.

## صور

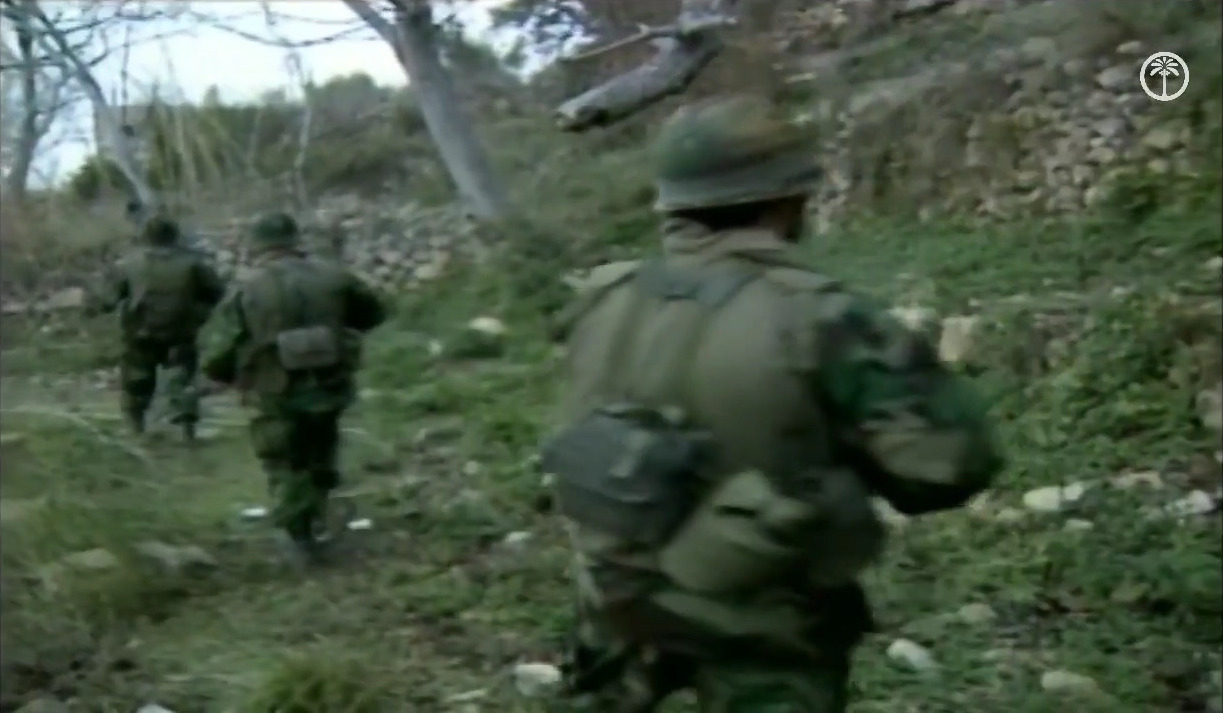
جنود حزب الله خلال التسعينات.
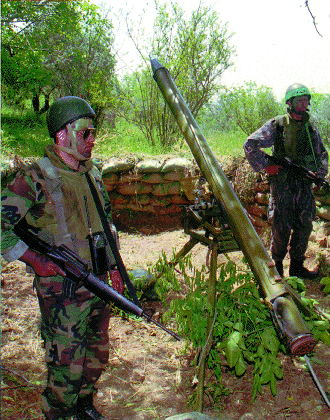
جنود حزب الله عام ١٩٨٨م.
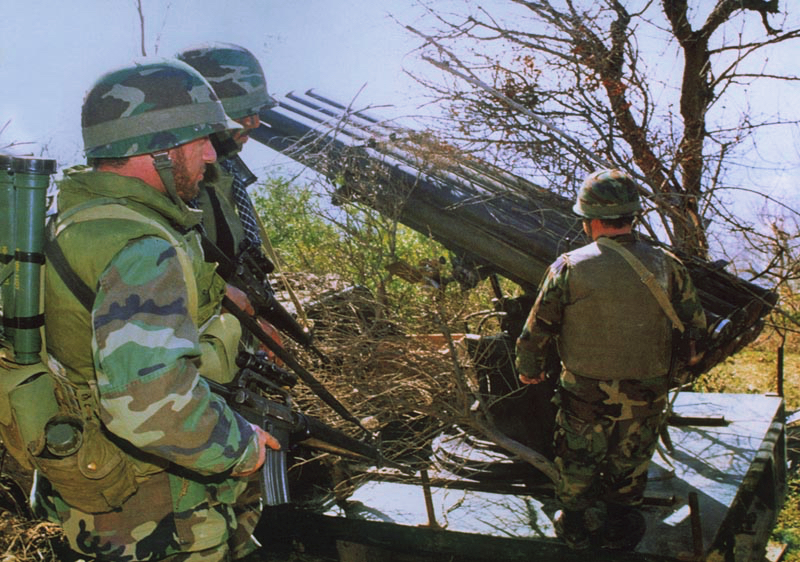
جنود حزب الله مع كاتيوشا خلال اجتياح لبنان عام ٢٠٠٦م.
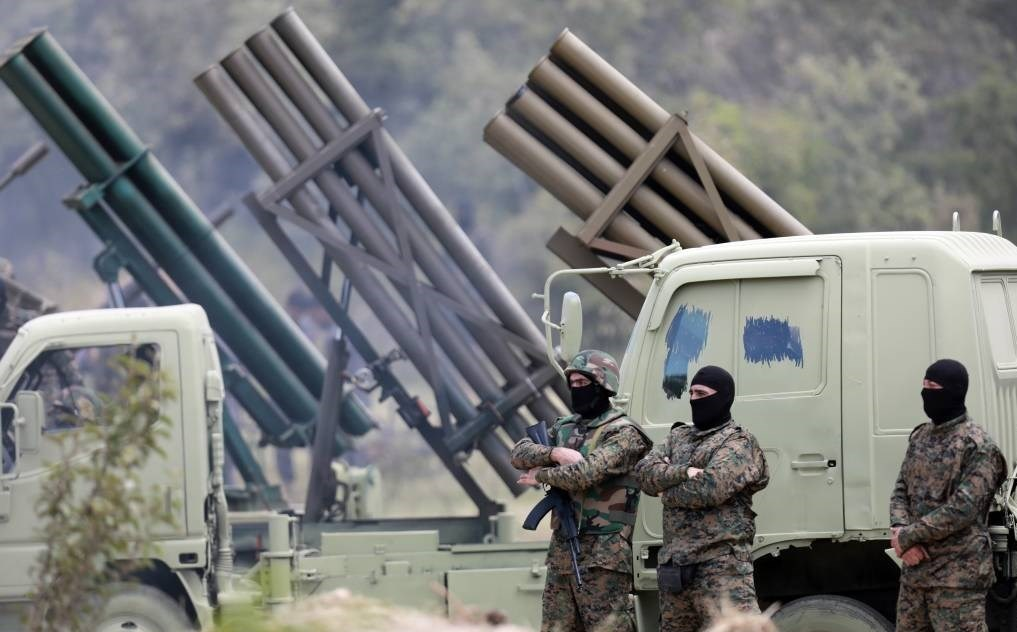
عرض عسكري لحزب الله في ٢١ مايو ٢٠٢٣م خلال الاحتفال بيوم تحرير جنوب لبنان.
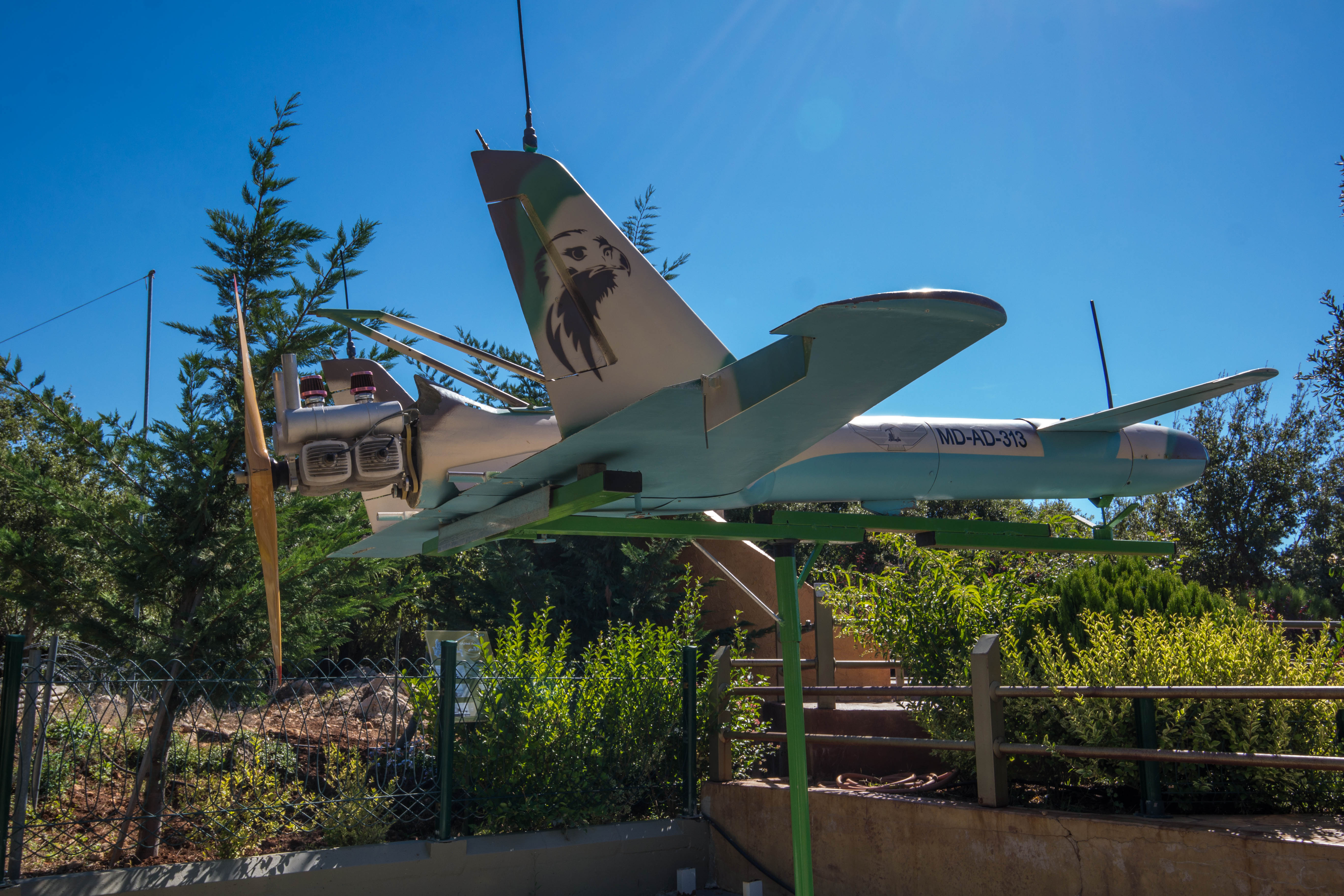
مسيرة أبابيل.
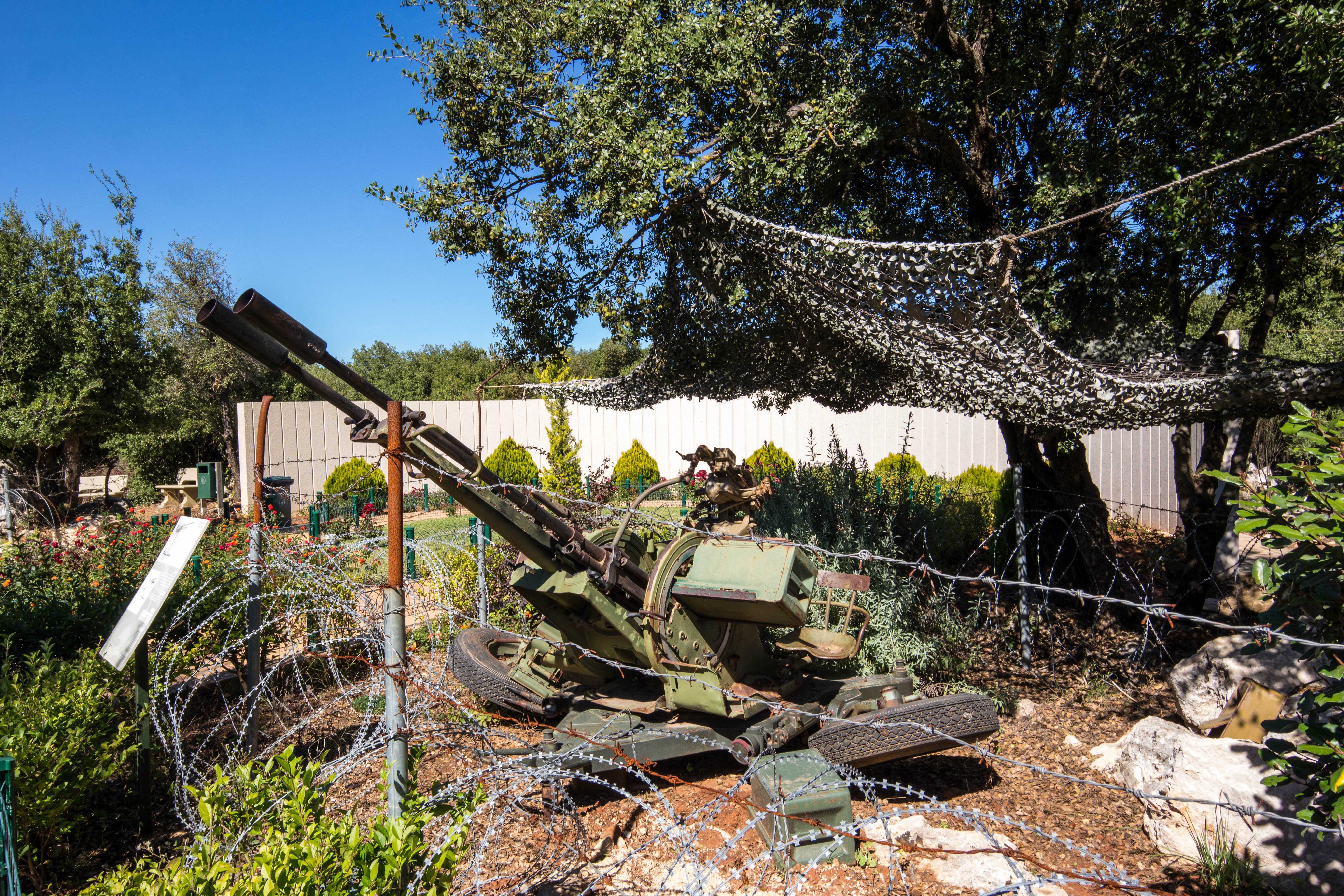
مدفع مضاد طائرات طراز ZU-23-2.
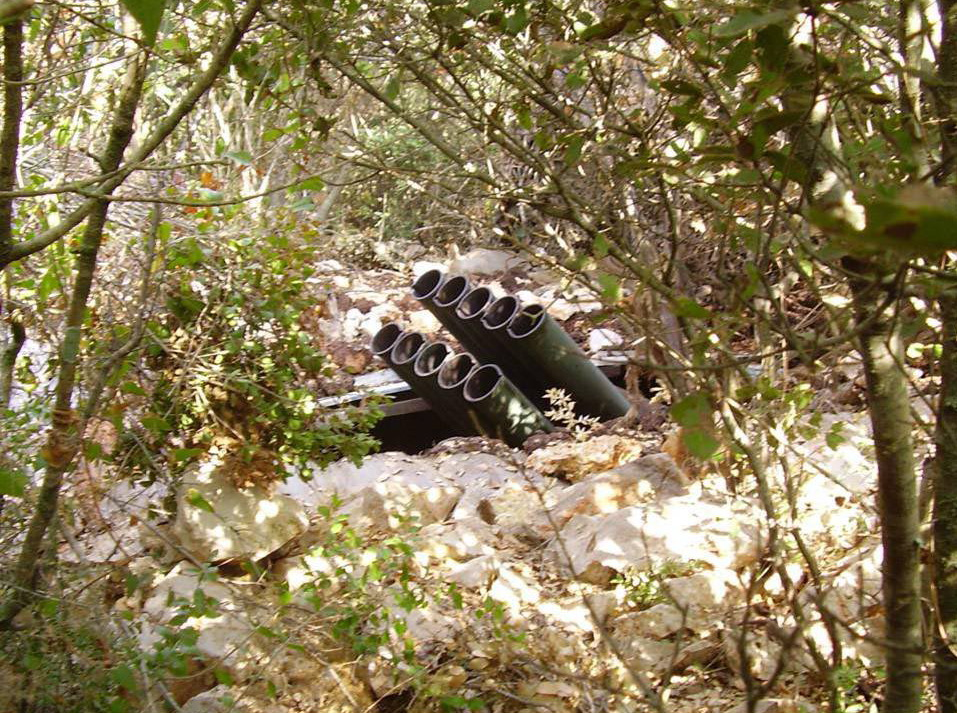
كاتيوشا تابعة لحزب الله مموهة.
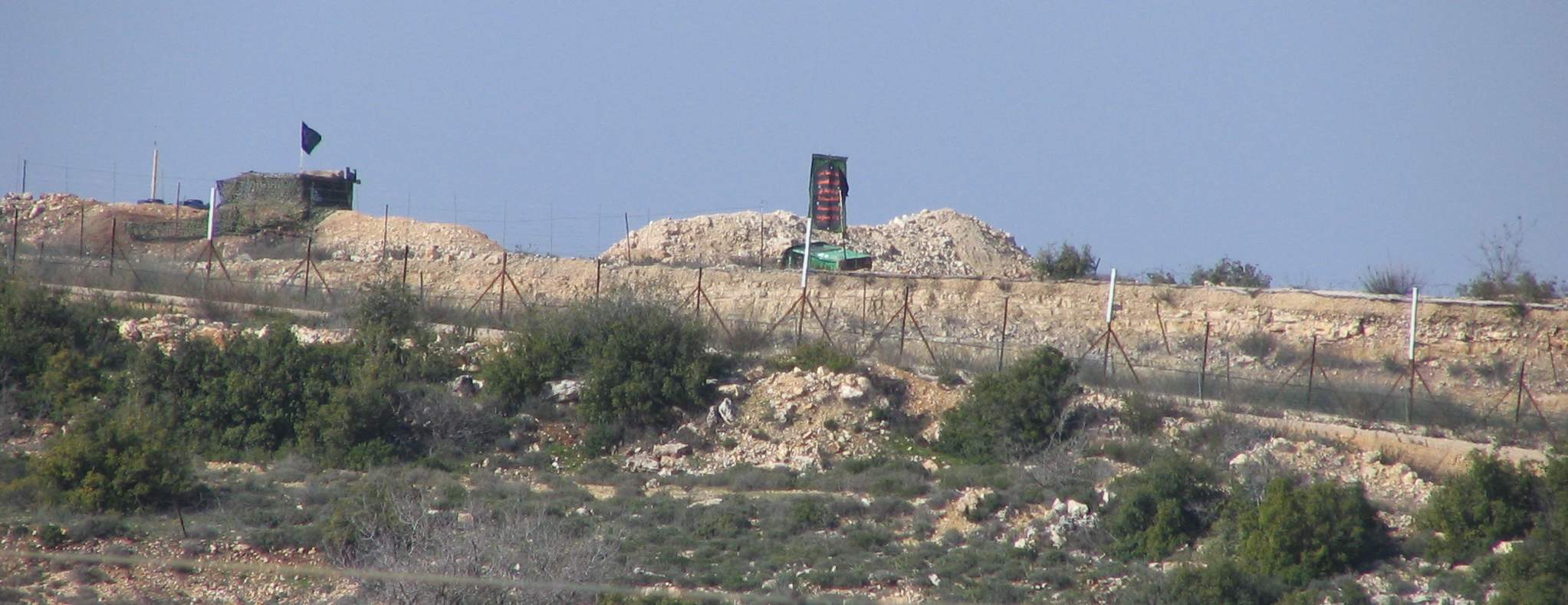
احدى نقاط حزب الله الحدودية.
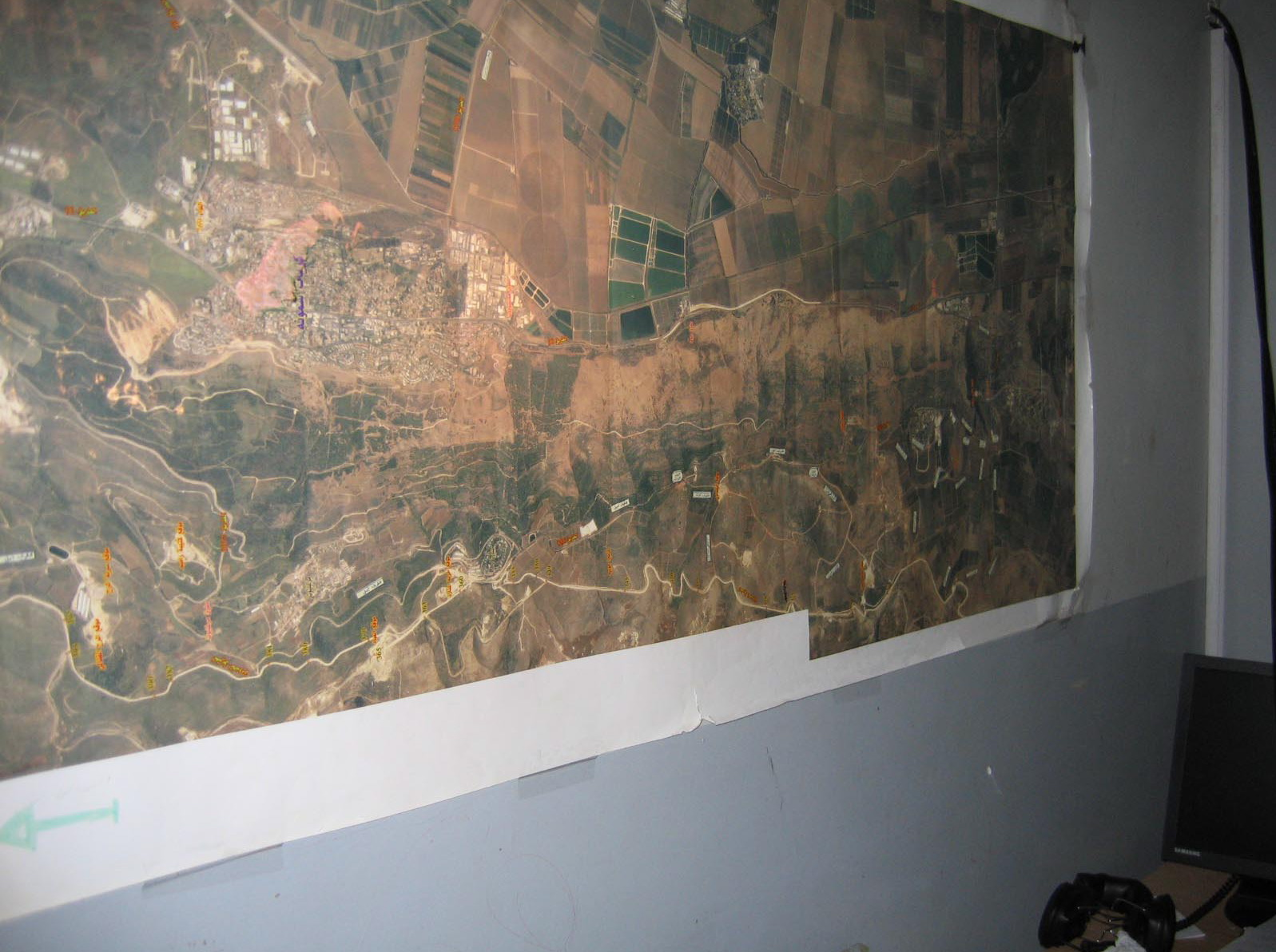
صورة جوية لاراضي شمال فلسطين المحتلة، يستخدمها قادة حزب الله.
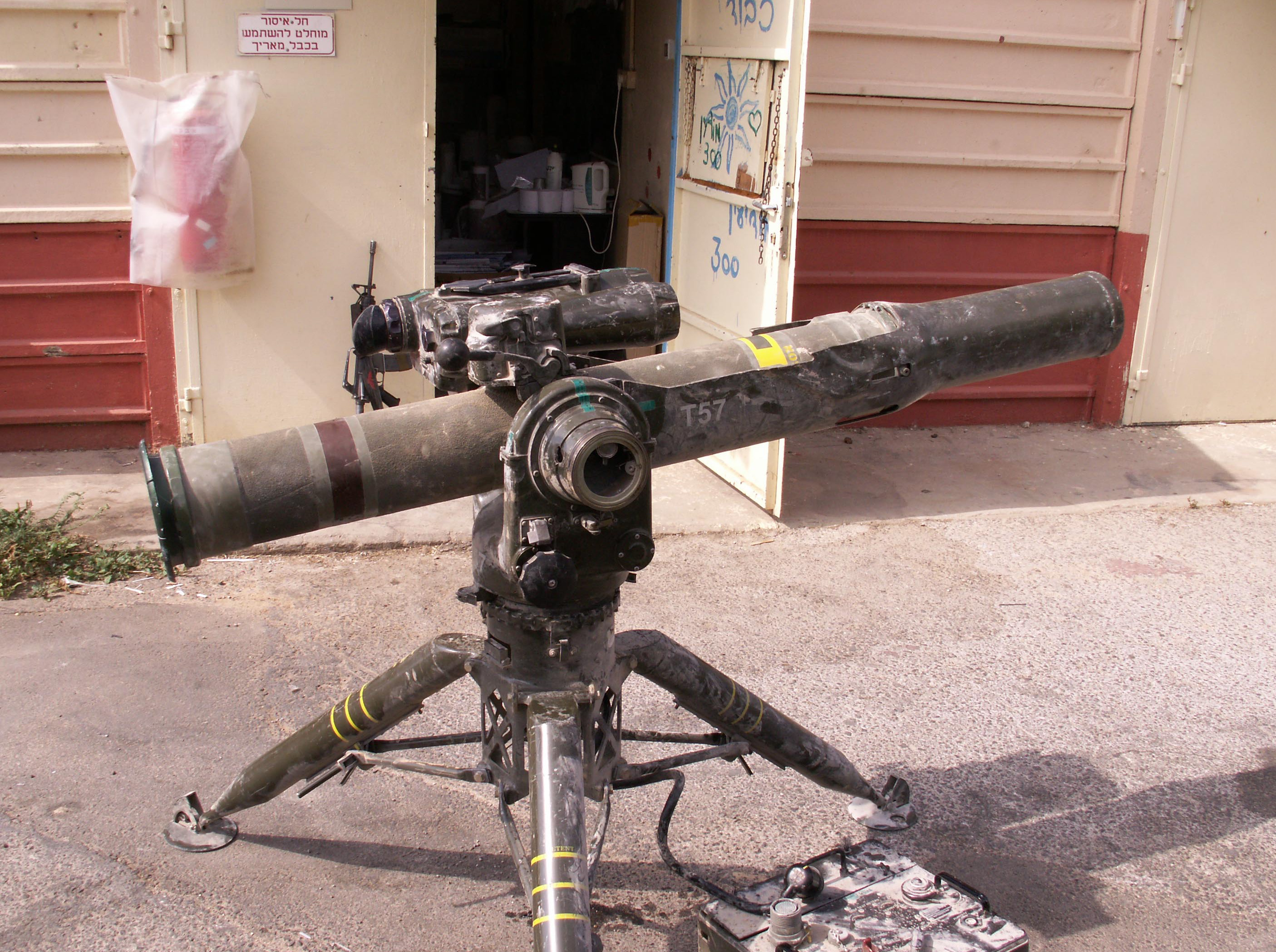
صاروخ موجه مضاد للدبابات.
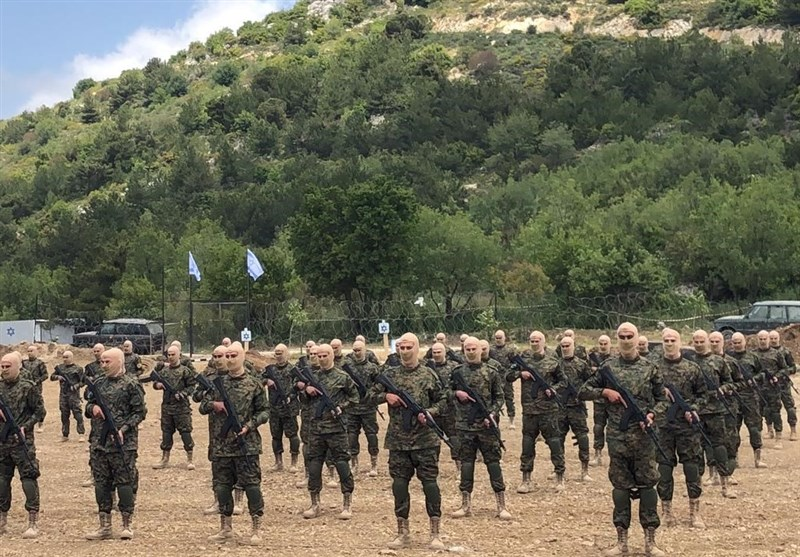
جنود حزب الله اللبناني خلال تدريب في قرية عرمتي في قضاء جزين، جنوب لبنان، يوم الأحد 21 مايو 2023م، قبل يوم التحرير.